# Arrudatitan
Arrudatitan („titán (paleontologa) João Tadeu Arrudy“) byl býložravý dlouhokrký dinosaurus (sauropod), žijící v období pozdní křídy (geologický věk maastricht, před 72 až 68 miliony let) na území současné jihovýchodní Brazílie (geologické souvrství Adamantina).

## Popis
Původně byl tento taxon popsán jako Aeolosaurus maximus, odborná práce publikovaná v roce 2021 však zpochybnila zařazení fosilního materiálu k tomuto rodu a stanovila proto rod nový. Typovým druhem je Arrudatitan maximus.
Blízce příbuznými rody byly například taxony Overosaurus a Punatitan.